# جان مورو
جان مورو (بالفرنسية: Jean Moreau)‏ هو سياسي فرنسي، ولد في 31 يوليو 1888 في باريس في فرنسا، وتوفي في 5 يونيو 1972. حزبياً، نشط في Republican Party of Liberty ‏. وقد انتخب رئيس بلدية ‏ وانتخب نائب فرنسي.